# Фуладшехр (стадион)
Фулад Шехр (перс. آزادی‎) — футбольный стадион в Фуладшехре, вблизи Исфахана (Иран). Он служит домашней ареной для футбольного клуба «Зоб Ахан» с момента своего открытия в 1998 году. Так же с 2009 по 2016 год на нем выступал «Сепахан». Обе команды представляют в чемпионате Ирана город Исфахан.
Вместимость стадиона составляет 15,000 человек.

## История
Стадион открылся в 1998 году и являлся собственностью компании «Isfahan Steel Company».
Стадион был переименован в «Фулад Шшехр» в 2008 году, когда его купила «Isfahan Physical Organization». Эта организация постановила, что команда «Сепахан» будет играть свои домашние матчи на этом стадионе пока реконструируется их родная арена во второй раз (увеличивается вместительность). Со стартом сезона 2009/2010 стадион стал совместно использоваться обоими исфаханскими клубами.
В 2010 году стадион подвергся реконструкции: скамейки были заменены зелёными сиденьями.